# Посёлок шахты «Лапичевская»
шахты «Лапичевская» — упразднённый посёлок находившийся в административном подчинении поселка Промышленновский Кемеровского городского округа Кемеровской области. Исключен из учётных данных в 2001 году.

## География
Посёлок располагался на ручье Лапичева (приток реки Чесноковка), на федеральной трассе «Сибирь», на расстоянии примерно 0,5 км по прямой к юго-западу от поселка Промышленновский.

## История
Законом Кемеровской области от 19 декабря 2001 года № 124-ОЗ посёлок исключен из учётнных данных. Фактически включен в состав посёлка промышленновский.